# Aşağıkese, Kızılcahamam
Aşağıkese là một xã thuộc huyện Kızılcahamam, tỉnh Ankara, Thổ Nhĩ Kỳ.